# Klaus-Detlev Grothusen
Klaus-Detlev Grothusen (* 29. Oktober 1928 in Nieder-Weisel, seit 1971 Stadtteil von Butzbach, bei Bad Nauheim; † 16. Juli 1994) war ein deutscher Historiker.

## Leben und Wirken
Klaus-Detlev Grothusen war der Sohn von Nancy Grothusen, geborene Feddersen, und des Arztes Gerhard Grothusen. Nach dem Gymnasium in Göttingen studierte er von 1948 bis 1954 in Göttingen und Kiel Geschichte und Slavistik. An der Universität Kiel wurde er mit einer Arbeit über die historische Rechtsschule Russlands im 19. Jahrhundert promoviert. Grothusen absolvierte eine Ausbildung zum wissenschaftlichen Bibliothekar. Die Abschlussarbeit verfasste er dabei über die Entwicklung der wissenschaftlichen Bibliotheken Jugoslawiens. In Gießen erfolgte 1965 die Habilitation mit der stadtgeschichtliche Arbeit über Entstehung und Geschichte Zagrebs bis zum Ausgang des 14. Jahrhunderts. Ein Beitrag zum Städtewesen Südosteuropas im Mittelalter und wurde Privatdozent. 1967 wurde er dort Wissenschaftlicher Rat und Professor.
Seit 1969 lehrte Grothusen als ordentlicher Professor für Osteuropäische Geschichte an der Universität Hamburg. Er übernahm damit den zweiten der beiden aus dem Ordinariat Paul Johansens hervorgegangenen Lehrstühle. Damit war erstmals in Hamburg seit der Vertreibung Richard Salomons im Jahr 1933 ein Lehrstuhl ausschließlich für die osteuropäische Geschichte geschaffen worden. Unter Grothusen entwickelte sich Hamburg zu einem Zentrum der Beschäftgiung mit der Geschichte Südosteuropas. Von 1975 bis zu seinem Tod gab er die Reihe Südosteuropa-Handbuch heraus, eine Serie von acht landeskundlichen Handbüchern über die Entwicklung der einzelnen Staaten Südosteuropas seit 1945. Er war Mitglied des Südosteuropa-Arbeitskreises der Deutschen Forschungsgemeinschaft (DFG) und Mitglied des Präsidiums der Südosteuropa-Gesellschaft. Zudem war er Vizepräsident der Association Internationale d’Etudes du Sud-Est-Européen und der Deutschen UNESCO-Kommission. Ihm wurde 1989 die Ehrendoktorwürde der Universität Sofia verliehen. 1992 trat er durch eine schwere Erkrankung in den vorzeitigen Ruhestand. In Leipzig nahm er noch einen Lehrauftrag an. Im Jahr 1994 wurde Frank Golczewski sein Nachfolger als Professor für Osteuropäische Geschichte in Hamburg.
Grothusen setzte den Schwerpunkt seiner Forschungen auf Südosteuropa. Grothusen prägte die späteren Lehrstuhlinhaber Holm Sundhaussen, Bernd Bonwetsch, Wolfgang Höpken und Karl-Heinz Schlarp.
Klaus-Detlev Grothusen war evangelisch, ab 1959 verheiratet und hatte zwei Kinder.

## Schriften
Monografien
- Entstehung und Geschichte Zagrebs bis zum Ausgang des 14. Jahrhunderts. Ein Beitrag zum Städtewesen Südosteuropas im Mittelalter (= Osteuropastudien der Hochschulen des Landes Hessen. Reihe 1. Band 37). Harrassowitz, Wiesbaden 1967.
- Die Historische Rechtsschule Rußlands. Ein Beitrag zur russischen Geistesgeschichte in der zweiten Hälfte des 19. Jahrhunderts (= Osteuropastudien der Hochschulen des Landes Hessen. Reihe 1. Band 18). Schmitz in Kommission,  Gießen 1962.
- Die Entwicklung der wissenschaftlichen Bibliotheken Jugoslawiens seit 1945 (= Arbeiten aus dem Bibliothekar-Lehrinstitut des Landes Nordrhein-Westfalen. Band 14). Greven, Köln 1958.

Herausgeberschaften
- Ostmittel- und Südosteuropa im Umbruch (= Südosteuropa-Jahrbuch. Band 24). Südosteuropa-Gesellschaft, München 1993, ISBN 3-925450-40-8.
- Albanien in Vergangenheit und Gegenwart (= Südosteuropa-Studien. Band 48). Südosteuropa-Gesellschaft, München 1990, ISBN 3-925450-24-6.
- 110 Jahre Wiedererrichtung des bulgarischen Staates 1878–1988 (= Südosteuropa-Studien. Band 44). Verlag Otto Sagner, München 1990, ISBN 3-925450-16-5 (online)
- mit Pero Damjanović und Wolfgang Höpken: Josip Broz Tito, Ausgewählte Reden und Schriften. 1928–1979. 4 Bände. Klett-Cotta Verlag, Stuttgart 1984–1987.
- Jugoslawien am Ende der Ära Tito. Zwei Bände. Oldenbourg, München 1983/1986.
- Die Türkei in Europa: Beiträge des Südosteuropa-Arbeitskreises der Deutschen Forschungsgemeinschaft zum 4. Internationalen Südosteuropa-Kongress der Association internationale d'études du sudest européen, Ankara, 13.–18.8.1979. Vandenhoeck & Ruprecht, Göttingen 1979.
- Südosteuropaforschung in der Bundesrepublik Deutschland und in Österreich. Boldt, Boppard 1979, ISBN 3-764617-54-3.
- Südosteuropa und Südosteuropa-Forschung. Zur Entwicklung und Problematik der Südosteuropa-Forschung. Symposium des Südosteuropa-Arbeitskreises der Deutschen Forschungsgemeinschaft in West-Berlin vom 17.–19. Oktober 1975. Konferenzveröffentlichung, Hamburg 1976.
- Südosteuropa-Handbuch. Neun Bände. Vandenhoeck & Ruprecht, Göttingen 1975–1998.
- Ethnogenese und Staatsbildung in Südosteuropa (= Beiträge des Südosteuropa-Arbeitskreises der Deutschen Forschungsgemeinschaft zum III. Internationalen Südosteuropa-Kongreß der Association Internationale d'Études du Sud-Est Européen. Bukarest 4.–10.9.1974 Band 3). Vandenhoeck & Ruprecht, Göttingen 1974, ISBN 3-525-27313-4.
- Symposion des Wissenschaftlichen Beirates der Südosteuropa-Gesellschaft am 25./26. Juni 1971 in München. Ergebnisse und Pläne der Südosteuropaforschung in der Bundesrepublik Deutschland und Österreich (= Südosteuropa-Studien. Band 19). Eigenverlag der Südosteuropa-Gesellschaft, München 1972.
- Moskau contra Mao. Sowjetische Materialien. Droste Verlag, Düsseldorf 1971, ISBN 3-7700-0246-6.
- Die wirtschaftliche und soziale Entwicklung Südosteuropas im 19. und 20. Jahrhundert. 10. Internationale Hochschulwoche der Südosteuropa-Gesellschaft gemeinsam veranstaltet mit dem Südost-Institut vom 9. bis 11. Oktober in Hamburg. Trofenik, München 1969.
- Die Stadt in Südosteuropa. Struktur und Geschichte. 8. Internationale Hochschulwoche der Südosteuropa-Gesellschaft gemeinsam veranstaltet mit dem Südost-Institut vom 25. bis 28. Oktober 1966 auf Burg Liebenzell (= Südosteuropa-Jahrbuch. Band 8). Trofenik, München 1968.